# جنگ با گلوله برفی
جنگ با گوله برفی (فرانسوی: Bataille de boules de neige‎) فیلمی فرانسوی به کارگردانی لوئیس لومیر است که در سال ۱۸۹۶ منتشر شد.